# Precious (canción de Glay)
«Precious» es el 42.º sencillo de la banda japonesa GLAY. Salió a la venta el 8 de agosto de 2010.

## Canciones
1. Precious
2. HEART SNOW ～心に降る雪～
3. 彼女の“Modern…”(再録) (Kanojo no Modern "Nueva Versión")
4. 10th ALBUM 『GLAY』予告編 (Trailer)